# W cieniu gilotyny (film 1971)
W cieniu gilotyny (cz. Klíč) – czechosłowacki film z 1971 roku, dramat wojenny w reżyserii Vladimíra Čecha. 

## Obsada
- František Vicena jako Jan Zika
- Wilhelm Koch-Hooge jako Friedrich
- Zdeněk Kampf jako Nergl
- Vlasta Vlasáková jako Milada
- Eva Jiroušková jako Blažena Preislerová
- Oldřich Velen jako Josef Preisler
- Miloslav Holub jako Jankovský
- Alena Hessová jako Ziková
- Josef Chvalina jako „Doktor”
- Josef Hajdučík jako Černý
- Jana Walterová jako Věra
- Richard Záhorský jako Karl Hermann Frank
- Jan Pohan jako pomocnik Franka
- Vladimír Leraus jako prof. Jankovec
- Vítězslav Jandák jako Josef Gabčík
- Josef Beyvl jako właściciel sklepu kolonialnego
- Jitka Zelenohorská jako sprzedawczyni
- Oto Ševčík jako oficer
- Jürgen Frohriep jako chirurg SS
- Zdeněk Kryzánek jako dowódca SS
- Miloš Vavruška jako dowódca patrolu SS
- Gustav Heverle jako fryzjer
- Jaroslav Blažek jako prokurator
- Viktor Maurer jako niemiecki żołnierz
- Karel Pavlík jako czeski policjant
- Zdeněk Braunschläger jako gestapowiec w cywilu
- Adolf Filip jako telegrafista
- Eugen Jegorov jako nazista w skórzanym płaszczu
- Barbora Štěpánová jako dziecko w domu
- Roman Hemala jako generał SS na zamku

## Źródła
- W cieniu gilotyny (film 1971) w bazie IMDb (ang.)
- W cieniu gilotyny (film 1971) w bazie Filmweb
- Klíč w bazie Kinobox.cz (cz.)
- Klíč. w bazie ČSFD.cz. (cz.).
- Klíč. w bazie FDb.cz. (cz.).